# Ali Lohan
Aliana Taylor Lohan (Nova Iorque, 22 de dezembro de 1993), conhecida apenas como Ali Lohan, é uma modelo, cantora e atriz estadunidense. Ali é conhecida mundialmente por ser irmã da também cantora e atriz Lindsay Lohan.

## Biografia
Aliana nasceu em 22 de dezembro de 1993 em Nova Iorque, sendo criada porém em Long Island, precisamente no bairro de Cold Spring Harbor, onde sua família morava na época, sendo que na infância se mudou para Merrick. É a filha mais nova de Donata "Dina" Lohan e Michael Lohan, tendo como irmãos os atores Cody Lohan e Michael Jr Lohan, além da cantora e atriz conhecida mundialmente Lindsay Lohan. Em 2011 Ali assinou contrato para vários anos com a agência de modelos NEXT Models.

### 1998—2005: Início, participações e modelagem
Em 1996 fez sua primeira aparição artistia ao ingressar na carreira de modelo realizando trabalhos infantis pela agência Ford Models, conhecida por ser o lar de Paris Hilton. Em 1998, aos 5 anos, Ali começou a atuar fazendo uma pequena participação especial no filme The Parent Trap, porém sem ser creditada no elenco final. Em 2000 novamente fez uma pequena participação no fime Life-Size e, em 2003, em Freaky Friday, ambos protagonizados por sua irmã Lindsay Lohan, porém sem receber falas. Em 2005 apareceu no videoclipe "Confessions of a Broken Heart (Daughter to Father)", de Lindsay Lohan, interpretando ela mesma. O vídeo relatava a história de violência doméstica sofrida pela família Lohan pelo pai. Na mesma época passou a fazer ensaios de moda para conceituadas revistas como Elle, Vogue Bambini e Teen Vogue, além de estampar o rosto em comerciais de grifes como JC Penny, Toys "R" Us e American Gir.

### 2006—presente: Filmes, TV e carreira na música
Em 2006, pretendendo se lançar como cantora, Ali assina com aYMC Records, gravadora independente especializada em álbuns álbuns natalinos que lançou trabalhos de Amy Grant, The Pointer Sisters e Chris Christian. Em 10 de outubro é lançado seu primeiro single  destinado às paradas natalinas, o duplo "Rockin' Around the Christmas Tree / Christmas Magic", sendo a primeira canção uma versão cover da cantora Brenda Lee, adicionada também à coletânea Totally Awesome Christma. Em 31 de outubro é lançado seu álbum de estreia intitulado Lohan Holiday, trazendo doze canções em sua versão normal e três faixas bônus nas versões revisadas. Em 14 de novembro é lançada "I Like Christmas" com o segundo single e, em 18 de dezembro, a faixa-título "Lohan Holiday", um dueto com sua irmã Lindsay Lohan. Em 2008 assina com a E! Entertainment Television para estrear um reality show que mostrava seu cotidiano e de sua família, Living Lohan, entre 26 de maio e 27 de julho daquele ano. O programa recebeu duras críticas pelas atitudes de arrogancia de sua mãe Dina Lohan e por expor a filha Ali, na ocasião menor de idade ainda.
Em 14 de julho, aproveitando a exposição em Living Lohan, lança "All the Way Around", seu single de estreia oficial, liberado de forma independente. A canção alcançou a posição setenta e sete na Billboard Digital Songs e onze na Bubbling Under Hot 100 Singles, que se estende à posição 111 da Billboard Hot 100. Em 11 de outubro participa do filme Mostly Ghostly: Who Let the Ghosts Out? e, no mesmo ano, foi convidada para protagonizar o filme Troll, recusando logo após. Ainda em 2008, Lohan começou a trabalhar com a gravadora Maloof Music, em seu álbum de estreia oficialmente como uma cantora de música pop, sendo que posteriormente assina com a Interscope Records. Em entrevista para a People na época anunciou que seu próximo single se chamaria "Close That Door", porém a canção não chegou a ser liberada. Na mesma época o cantor Justin Timberlake se ofereceu para gerenciar a carreira de Ali, sendo seu impresário. Em 2009 anunciou que seu álbum se chamaria Interpersonal, sendo que atualmente a cantora ainda trabalha para seu lançamento.

## Discografia

### Álbuns
| 2006                                                    | Lohan Holiday - Lançamento: 31 de dezembro de 2006 - Formatos: CD, download digital - Gravadora: YMC Records                                       | — |
| 2012                                                    | Christmas With Ali Lohan - Lançamento: 04 de setembro de 2012 - Formatos: CD, download digital - Gravadora: YMC Productions/ LLC/ Sugo Music Group | — |
| 2013                                                    | Interpersonal - Lançamento: 2013 - Formatos: CD, download digital - Gravadora: Maloof Music / Interscope Records                                   | — |
| "—" denota álbuns que não entraram nas paradas do país. | |   |

### Singles
| 2006                                                                                    | "Rockin' Around the Christmas Tree / Christmas Magic" | —   | —  | —  | Lohan Holiday |
| 2006                                                                                    | "I Like Christmas"                                    | —   | —  | —  | Lohan Holiday |
| 2006                                                                                    | "Lohan Holiday" (featuring Lindsay Lohan)             | —   | —  | —  | Lohan Holiday |
| 2008                                                                                    | "All the Way Around"                                  | 111 | 75 | 22 | Interpersonal |
| "—" denota singles que não entraram nas paradas musicais ou não foram lançados no país. |                                                       |     |    |    |               |

### Videoclipes
| Ano  | Canção                              | Diretor |
| ---- | ----------------------------------- | ------- |
| 2006 | "Rockin' Around the Christmas Tree" |         |
| 2006 | "Christmas Magic"                   |         |
| 2008 | "All the Way Around"                |         |
| 2012 | "Christmas Day"                     |         |

## Filmografia

### Cinema
| Ano  | Filme                                   | Personagem                   | Nota          |
| ---- | --------------------------------------- | ---------------------------- | ------------- |
| 1998 | The Parent Trap                         | Garota no aeroporto          | não-creditado |
| 2000 | Life-Size                               | Garota no estádio de futebol | Figuração     |
| 2003 | Freaky Friday                           | Garota no casamento          | Figuração     |
| 2008 | Mostly Ghostly: Who Let the Ghosts Out? | Traci Walker                 |               |

### Televisão
| Ano  | Título                          | Personagem | Nota |
| ---- | ------------------------------- | ---------- | --- |
| 2002 | Driven                          | Ela mesma  | Episódio: Lindsay Lohan |
| 2002 | E! True Hollywood Story         | Ela mesma  | Episódio: Lindsay Lohan |
| 2008 | Living Lohan                    | Ela mesma  | |
| 2011 | Keeping Up with the Kardashians | Ela mesma  | Episódio: Kim's Fairytale Wedding (A Kardashian Event) Part 1 Episódio: Kim's Fairytale Wedding (A Kardashian Event) Part 2 |